# Мякит
Мякит — упразднённый посёлок городского типа в Хасынском районе Магаданской области России.
Расположен на Колымской автотрассе.

## История
В посёлке Мякит находилось управление Транслага (1951—1954 гг.), организованное в качестве автотранспортного лагерного отделения в структуре Дальстрой, преобразованный в 1951 году в исправительно-трудовой лагерь.
В 1953 году Мякит получил статус посёлка городского типа.
В конце 1994 года пгт Мякит был упразднён.

## Население
| 1959 | 1970 | 1979 | 1989 |
| ---- | ---- | ---- | ---- |
| 2526 | ↘689 | ↗698 | ↘682 |

## Экономика
Добыча золота
Предприятия, обслуживающие автотранспорт (источник — БСЭ).

## Транспорт
Через посёлок проходит Колымская трасса — федеральная автомобильная дорога М56 «Колыма» Якутск — Магадан.

## Люди, связанные с посёлком
В сентябре 1953 года у посёлка Мякит скрывался и был найден бежавший осужденный Сергей Дмитриевич Соловьёв, автор программы Демократической партии России, подпольной организации возникшей в Горлаге.
Окончил среднюю школу в поселке Мякит будущий писатель-фантаст Владимир Иванович Щербаков.